# Michael Korstick
Michael Korstick, né à Cologne le 30 avril 1955, est un pianiste allemand.

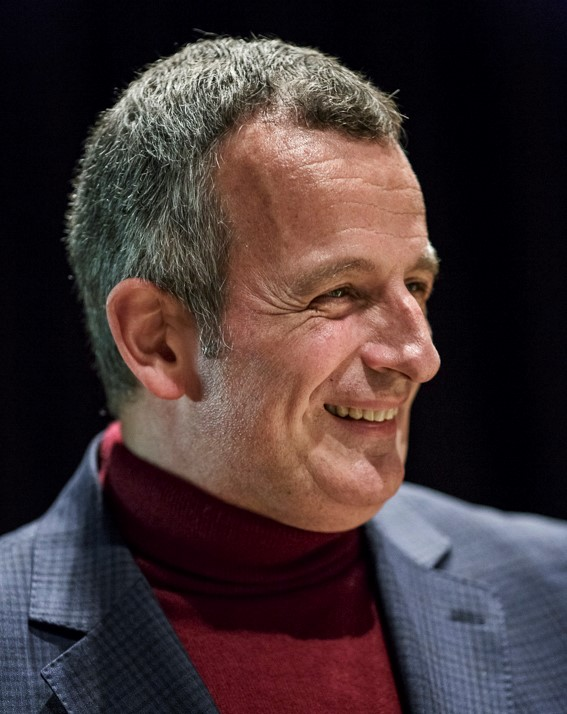
Michael Korstick (2014)

## Biographie
Michael Korstick reçoit ses premières leçons de piano à l’âge de 9 ans et obtient le premier prix du concours Jugend Musiziert à Cologne à l’âge de 11 ans. Après son bac, Il entre à l’École supérieure de musique de Cologne comme élève de Jürgen Tröster. En 1974 il devient élève de Hans Leygraf à Hanovre, dans la même période il se perfectionne avec la pianiste russe Tatiana Nikolaïeva. En 1975 il donne son premier concert avec les sonates op. 106 et op. 111 de Beethoven.
En 1976 Michael Korstick part aux États-Unis afin de poursuivre ses études à la Juilliard School de New York, où il devient élève boursier de Sascha Gorodnitzki. Durant plusieurs étés il travaille également avec Jeaneane Dowis à l’Aspen Music Festival and School. Après avoir gagné le concours allemand Bundesauswahl Konzerte Junger Künstler (de) en 1983, il retourne en Allemagne pour commencer sa carrière comme pianiste concertiste.
Les critiques allemands le considèrent comme « l’un des plus importants interprètes de Beethoven de notre époque » (Audiophile, Fono Forum (de)). Son répertoire inclut plus de 120 œuvres pour piano et orchestre ainsi qu’un grand nombre d’œuvres pour piano solo de toutes périodes, y compris les 32 sonates de Beethoven. En concert il interprète régulièrement les concertos de Beethoven, Brahms, Liszt, Rachmaninov, Bartók et Prokofiev.
Sa discographie officielle comprend plus de 60 CD, couronnés par de nombreuses récompenses, entre autres le prix allemand Echo Klassik en 2005, le MIDEM Classical Award de Cannes en 2009 et sept fois le Prix de la critique allemande du disque (de), dont le dernier en février 2022. En outre de son enregistrement des sonates de Beethoven dont la collection complète est parue en 2012, il faudrait aussi souligner son intérêt pour les compositeurs français, notamment avec ses disques des œuvres de Charles Koechlin, Darius Milhaud et Claude Debussy.
Son enregistrement de la Sonate op. 106 Hammerklavier de Beethoven a été sujet de plusieurs articles élogieux dans Die Zeit et Süddeutsche Zeitung. Le critique Jürgen Otten a inclus Michael Korstick dans son livre de référence Die großen Pianisten der Gegenwart (Les Grands Pianistes de Notre Temps) comme l'un des quatre pianistes importants de l'Allemagne. Ingo Harden et Gregor Willmes décrivent son jeu dans leur livre encyclopédique PianistenProfile (Profils de Pianistes) comme d’une « intensité stupéfiante ».
En 2014, Michael Korstick est nommé Professeur à l'Université Anton-Bruckner (en), et vit depuis lors à Linz, en Autriche.

## Discographie

### Oehms
Pour le label Oehms Classics
- 2004 Beethoven: Œuvres pour piano vol. 1 : Variations Diabelli, op. 120
- 2005 Beethoven, Sonates pour piano vol. 2 - Sonates 1, 2, 3
- 2006 Beethoven, Sonates pour piano vol. 3 - Sonates 4, 9, 10, 12
- 2006 Beethoven, Sonates pour piano vol. 4 - Sonates 5, 6, 7, 8
- 2007 Beethoven, Sonates pour piano vol. 5 - Sonates 11, 19, 20, 13, 14
- 2007 Beethoven, Sonates pour piano vol. 6 - Sonates 15, Variations op. 34, op. 35
- 2008 Beethoven, Sonates pour piano vol. 7 - Sonates 16, 17, 18
- 2008 Beethoven, Sonates pour piano vol. 8 - Sonates 21, 22, 23
- 2008 Beethoven, Sonates pour piano vol. 9 - Sonates 24, 25, 26, 27, 28
- 2003 Beethoven, Sonates pour piano vol. 10 - Sonate 29, Bagatelles op.126, Rondo op.129
- 1997 Beethoven, Sonates pour piano vol. 11 - Sonates 30, 31, 32
- 2010/1997 Schumann, Kreisleriana op. 16, Arabesque op. 18, Carnaval op. 9
- 2018 Sergei Rachmaninoff: Concerto No. 3 op. 30; Variations sur un thème de Corelli op. 42; Sonate No. 2 op. 36

### CPO
Pour le label CPO
- 2005 Milhaud, Œuvres pour piano et orchestre
- 2007 Reger, Concerto pour piano en fa mineur op. 114, Bach-Busoni: Concerto pour piano en ut mineur BWV 1052
- 2008/1997 Liszt, Années de pèlerinage I « Suisse », Sonate en si mineur
- 2009 Liszt : Années de pèlerinage II "Italie"
- 2010 Liszt : Années de pèlerinage III ; Venezia e Napoli
- 2009/2010 Mendelssohn, intégrale des Lieder ohne Worte, Variations sérieuses
- 2011 Kabalevski, Concertos pour piano nos 1-4, Fantaisie d'après Schubert D940, Rhapsodie op. 75
- 2014 Schubert, Sonates pour piano D664, D959, D960 + Moments Musicaux D780 ; Mélodie Hongroise D817
- 2015 Liszt, Intégrale des Harmonies Poétiques et Religieuses
- 2016 Alberto Ginastera: Œuvres pour piano
- 2017 Dmitri Kabalevski: Intégrale des sonates pour piano
- 2018 César Franck: Prélude, Choral et Fugue; Prélude, Aria et Final; Sonate pour violon et piano arr. par Alfred Cortot pour piano solo
- 2020 Dmitri Kabalevsky: Intégrales des préludes pour piano
- 2021 Domenico Scarlatti, The Essential Scarlatti[1].
- 2022 Ludwig van Beethoven: Concertos pour piano nos  0 - 7
- 2025 Ludwig van Beethoven: Bagatelles & Variations

### Hänssler
Pour le label Hänssler Classic
- 2007 Koechlin, Œuvres pour piano vol. 1 - « ...des jardins enchantés... »
- 2008 Koechlin, Œuvres pour piano vol. 2 - Les Heures persanes op. 65
- 2008 Koechlin, Offrande musicale sur le nom de BACH op. 187
- 2009 Koechlin, Œuvres pour piano vol. 3 - « ...des horizons lointains... »
- 2011 Debussy, Œuvres pour piano vol. 1
- 2012 Debussy, Œuvres pour piano vol. 2
- 2013 Debussy, Œuvres pour piano vol. 3
- 2015 Debussy, Œuvres pour piano vol. 4
- 2018 Debussy, Œuvres pour piano vol. 5
- 2024 Brahms Concertos pour piano 1 & 2

### Gramola
Pour le label Gramola
- 2013 Richard Strauss, Sonate pour violon et piano op.18
- 2014 Iván Erőd, Sonate pour violon et piano
- 2014 Ludwig van Beethoven, Sonate pour piano et violon vol.1 - Sonates nos 9, 10 (op. 47 « À Kreutzer » et op. 96)
- 2015 Beethoven, Sonate pour piano et violon vol.2 - Sonate nos 1, 2, 3, 8 (op. 12 nos 1-3 et op. 30 no 3)
- 2015 Beethoven, Sonate pour piano et violon vol.3 - Sonate nos 4, 5 (op. 23 + op. 24 « Le Printemps »)
- 2015 Beethoven, Sonate pour piano et violon vol.4 - Sonate nos 6, 7 (op. 30 nos 1 et 2)
- 2015/1999 Mussorgski (Tableaux d'une exposition) /Prokofiev /Tchaikovski /Liapounov
- 2016 Schubert: Intégrale des œuvres pour piano, violon et violoncelle
- 2017 Beethoven: Concerto pour piano, violon et violoncelle op.56
- 2018 Bohuslav Martinů: Concerto pour violon, piano et orchestre
- 2018 Edward Elgar: Sonate pour violon et piano
- 2023 Sergei Prokofiev: Oeuvres complètes pour violon et piano
- 2024 Jean Sibelius:  Oeuvres pour violon et piano